# Ordine supremo di Sri Mahawangsa
Lordine supremo di Sri Mahawangsa è un ordine cavalleresco del sultanato di Kedah.
È stato fondato nel 2005 dal sultano Abdul Halim di Kedah.

## Classi
L'ordine dispone dell'unica classe di membro che dà diritto al post nominale DMK.

## Insegne
- Il nastro è giallo con bordi verdi e rossi.